# Чжан Бодуань
Чжан Бодуа́нь (кит. упр. 张伯端, пиньинь Zhāng Bóduān) по прозвищу Пиншу (кит. упр. 平叔, пиньинь Zhāng Píngshū), также известный как «даос Цзыян», «господин Прозревший истину» (родился в 984 году в Линьхае на территории современной провинции Чжэцзян — умер в 1082 году) — китайский учёный-даос, медик, правовед, знаток стратегии, астрономии и географии эпохи Северная Сун. Школа Цюаньчжэнь признала его (задним числом) одним из южных патриархов. В Южном Китае, Гонконге и Сингапуре имеются храмы, посвящённые Чжан Бодуаню.
Чжан Бодуань является одним из крупнейших теоретиков внутренней алхимии. Имел высшую учёную степень цзиньши. Хорошо знал конфуцианскую и буддийскую литературу, был сторонником «единства трёх учений» (сань цзяо). Основное сочинение — «У чжэнь пянь» («Главы о прозрении истины»). Сочинение Чжан Бодуаня закрепило традицию использования «внешнеалхимических» терминов для описания операций с «внутренними» материалами, предпринимавшихся с целью развития «бессмертного зародыша» (или «внутренней пилюли») в теле адепта. «У чжэнь пянь» стал одним из авторитетнейших текстов «высокой» традиции «внутренней» алхимии, существенно повлиявшим на построения её последующих теоретиков — Бо Юйчаня, Ли Даочуня и других.
В XIV—XV веках Чжан Бодуань был признан патриархом так называемого «южного течения школы Цюаньчжэнь», которое в отличие от северного течения признавало необязательным уход от мира для «внутреннеалхимического» самосовершенствования. Помимо «У чжэн пянь», в «Дао цзан» вошли ещё два его сочинения.
Чжан Бодуань считается наряду с Лю Хайчанем (Хайчжанем) создателем южнодаосской школы золота и киновари.

## Переводы
Трактат «У чжэнь пянь» перевёл на русский язык Е. А. Торчинов с подробными комментариями.